# Ликвидация ханов и основание префектур
Ликвидация ханов и основание префектур (яп. 廃藩置県, はいはんちけん хайхан тикэн) — административно-политическая реформа Императорского правительства времён реставрации Мэйдзи в Японии. Проведена 29 августа 1871 года. Заключалась в переходе страны от федеративного устройства к унитарному. Осуществлена путём ликвидации автономных ханов (княжеств) и образования на их месте зависимых от центрального правительства префектур. Реформа положила конец существованию крупного самурайского землевладения в стране и обеспечила эффективное функционирование центрального правительства Японии. Унитарная система административного управления сделала возможным унификацию страны и стала основой для осуществления будущих реформ.

## История

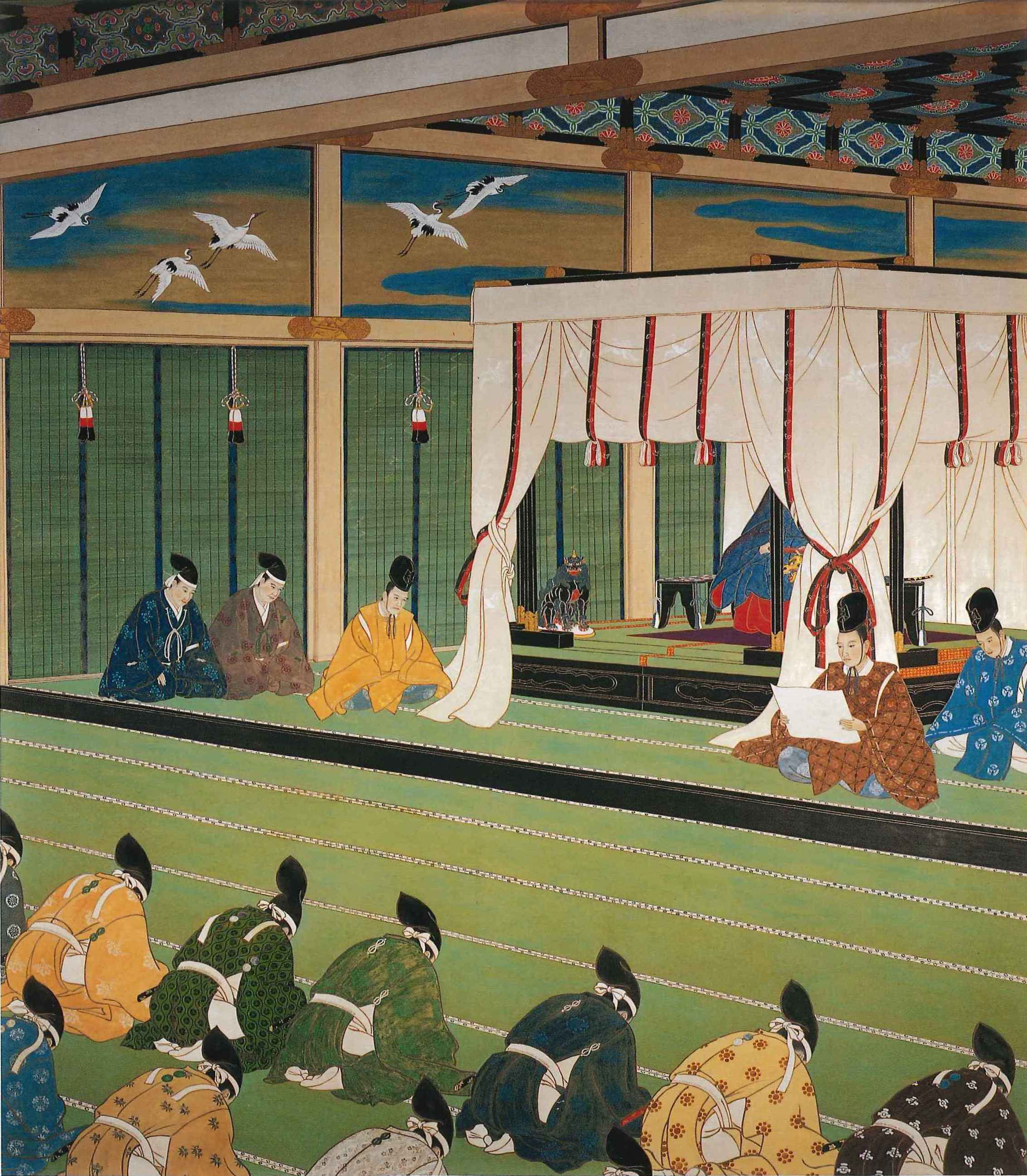
Ликвидация ханов и основание префектур

Главным условием для проведения административной реформы была необходимость централизации страны для её дальнейшего системного реформирования. Этой централизации мешали ханы (княжества), которые, несмотря на возвращение земель и населения Императору в 1869 году, оставались фактически автономными. Сами княжества враждовали между собой, а некоторые из них выступали против политики Императорского правительства. Неэффективность управления, вызванная унаследованным от сёгуната Токугава федеративным устройством, вызвала неудовольствие по всей стране, что проявилось в серии крестьянских протестов и восстаний на протяжении 1870 года.
В таких условиях Императорское правительство приступило к осуществлению административной реформы: ликвидации ханов и переходу к унитарному государственному устройству. В первую очередь, была сформирована 10-тысячная гвардия из самураев трёх лояльных княжеств, Сацумы, Тёсю и Тосы, размещенная в Токио для подавления потенциальных противников реформы. Следующим шагом стало усиление консолидации правительства путём назначения на должности Императорских советников влиятельных людей из этих ханов. Ими стали Кидо Такаёси из Тёсю-хана, Сайго Такамори из Сацума-хана, Итагаки Тайсукэ из Тоса-хана и Окума Сигэнобу из Сага-хана. Подготовка административной реформы проходила в условиях секретности.
29 августа 1871 года правительство опубликовало от имени Императора указ о ликвидации княжеств и образовании префектур. Согласно указу, все княжества ликвидировались, а на их месте образовывались зависимые от центральной власти префектуры. Правители княжеств освобождались с должностей и были вынуждены вместе с семьями переселиться в Токио. На их место правительство назначило новых глав префектур, подотчётных центру. В результате реформы образовалось 305 префектур: 3 главные и 302 обычные. В конце 1871 года количество последних сократили до 72, а в 1888 году довели до 43. Общее количество префектур, вместе с Хоккайдо, составило 47.
Вооружённых протестов, которых опасалось правительство, не произошло. Княжества были не в состоянии организовать их из-за развала собственных финансовых систем, нехватки войск и вооружения. С другой стороны, правители и местные самураи с одобрением восприняли ликвидацию собственных княжеств, поскольку правительство пообещало содержать их за счёт государственного бюджета, взяв на себя их долговые обязательства.
Хотя в 1871 году Императорское правительство ликвидировало все княжества, 16 октября 1872 года оно основало новый — Рюкю-хан. Этот хан находился на территории ванства Рюкю, которое с XVII века было вассальным государством двух соседей: Японии и Цинского Китая. Провозглашение Рюкю-хана ликвидировало ванство и в одностороннем порядке включило его в состав Японии. Род ванов получил статус титулованного привилегированного сословия кадзоку и титул графов. Однако 4 апреля 1879 года, японцы ликвидировали и этот, последний в истории Японии хан, инкорпорировав его в рядовую префектуру Окинава в состав японского государства.